# Ludwig V. (Pfalz)

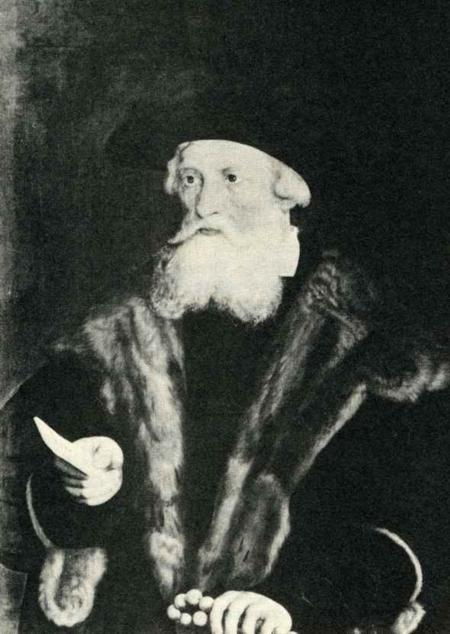
Kurfürst Ludwig V.

Ludwig V. von der Pfalz der „Friedfertige“, (* 2. Juli 1478 in Heidelberg; † 16. März 1544 ebenda) aus der Familie der Wittelsbacher war Pfalzgraf und Kurfürst von der Pfalz vom 28. Februar 1508 bis 16. März 1544.
Seine Eltern waren Philipp der Aufrichtige Kurfürst von der Pfalz und Prinzessin Margarete von Bayern-Landshut.

## Leben
Ludwig erhielt seine Erziehung von dem Humanisten Johannes Reuchlin und seine humanistische Bildung im Unterricht durch den Prediger Jodocus Gallus (1459–1517) sowie durch Adam Werner von Themar. Nach dem Tod seiner Mutter wurde er 1502 zur Kavaliersausbildung an den französischen Hof geschickt. Nachdem er 1508 die Nachfolge seines Vaters als Kurfürst übernommen hatte, musste er die Folgen des Landshuter Erbfolgekriegs begrenzen und versuchte die Rechte der Kurpfalz im Reich wiederherzustellen. Dabei gelang ihm auch eine Aussöhnung mit den bayerischen Wittelsbachern. Zu Hilfe kamen ihm dabei die freundschaftlichen Kontakte seines Bruders Friedrich zum Haus Habsburg. Auf dem Reichstag zu Augsburg 1518 erreichte er die Aufhebung der Reichsacht gegen die Kurpfalz. 1519 stimmte er bei der Kaiserwahl für Karl V., nachdem er hohe Bestechungssummen von den Habsburgern erhalten hatte.
Ludwig galt als einer der baufreudigsten Kurfürsten und veranlasste insbesondere diverse Maßnahmen am Heidelberger Schloss. Besondere Bedeutung hat er durch den Ausbau der großen Schlossbefestigungen, der Errichtung des Westwalls und des Dicken Turms erlangt, aber auch durch die Modernisierung der anderen Bauten in der Residenz. Den Ruprechtsbau ließ er um ein Geschoss erhöhen, dabei erweiterte er auch den Bibliotheksraum (Ludwig schrieb selbst ein zwölfbändiges Werk über Medizin) mit einem noch heute erhaltenen Erker.
Im Jahr 1523 schlug Ludwig den Ritteraufstand unter Franz von Sickingen nieder. 1525 versuchte er mit aufständischen Bauern im pfälzischen Bauernkrieg am 10. Mai in Forst an der Weinstraße und in den Aufstandsgebieten am Rhein und in Franken zu verhandeln, da er Forderungen wie die Abschaffung der Leibeigenschaft für gerechtfertigt hielt. Er scheiterte jedoch und nahm danach im Bündnis mit dem Trierer Erzbischof Richard von Greiffenklau zu Vollrads mehrmals an Schlachten gegen die Bauern teil, so bei der Verteidigung der Festung Marienberg in Würzburg und in der Schlacht bei Pfeddersheim.
1529 wurden in seinem Auftrag, aufgrund des Wiedertäufermandates, in Alzey 350 Täufer wegen ihres Glaubens ohne Urteilsspruch hingerichtet, die Männer enthauptet und die Frauen in der Rossschwemme ertränkt (Märtyrer der Täuferbewegung). Ludwig ließ von seinem Kanzler Florenz von Venningen (* um 1466; † 1538) zu dem Vorgang 1528 eine Denkschrift verfassen und gab bei den juristischen Fakultäten in Köln, Mainz, Trier, Freiburg, Ingolstadt, Tübingen, Leipzig und Heidelberg dazu Gutachten in Auftrag.

## Ehe und Nachkommen
Kurfürst Ludwig V. heiratete am 23. Februar 1511 in Heidelberg Sibylle (1489–1519), Tochter Herzog Albrechts IV. von Bayern und seiner Gattin Erzherzogin Kunigunde von Österreich, Tochter Kaiser Friedrichs III. Diese Ehe blieb kinderlos.
Seine Tochter Margareta von Lützelstein (14. März 1523–3. Juli 1560 Harburg (Schwaben)), aus einer Liaison, heiratete 1543 den Grafen Ludwig XVI. von Oettingen-Oettingen (1508–1569). Aus dieser Ehe, die erste von drei des Ludwig, gingen elf Kinder hervor.
Nach seinem Tod 1544 wurde sein Bruder Friedrich II. sein Nachfolger.

## Schriften
Er schrieb, beginnend etwa 1525, eine zwölfbändige Sammlung deutschsprachiger medizinischer Texte (Heidelberg, Cod. Pal. germ. 261–272), genannt Zwölfbändiges Buch der Medizin, bei dessen Vorbereitung ihn der Kanzleisekretär und Kammerschreiber Sebastian Heuring sowie der Kanzeleischreiber Peter Harer unterstützten und dessen Faszikel nach seinem Tod durch den pfalzgräflichen Hofprediger Ottmar Stab geordnet in 13 Bänden 1554 zusammengestellt wurden. Das Zwölfbändige Buch der Medizin war ehemals Teil der Bibliotheca Palatina, wurde 1622 mit der gesamten Sammlung für die Vatikanische Bibliothek geraubt – und kam als kleine Rückgabe 1816 mit den deutschsprachigen Handschriften nach Heidelberg zurück. Beim Raub fielen zahlreiche kostbare Werke den Umständen auf dem Weg nach Rom zum Opfer; der Vatikan weigert sich bis zum heutigen Tage, die Bibliotheca Palatina zurückzugeben. Das Buch der Medizin wird in der Universitätsbibliothek verwahrt und ist im Zug des Projekts der Digitalisierung der „Codices Palatini germanici“ online verfügbar.
Ludwig fertigte auch die Kopie eines medizinischen Werks von Isaak Levi, Sohn des Meyer Levi (Meïr Levi), dem Ludwig 1525 erlaubte sich in Kreuznach anzusiedeln, an, das im um 1535 Heidelberger Cod. Pal. germ. 241 auf den Blättern 65 bis 87 als Übersetzung aus dem Hebräischen ins Deutsche zu finden ist. Auch eine weitere, von einem, vermutlich mit Isaak Levi identischen Juden von Kreuznach zusammengestellte, Handschrift existiert als von Ludwig angefertigte Kopie (Cod. Pal. Germ. 786).